# Gervinho
Gervais Lombe Yao Kouassi, meglio noto come Gervinho (Anyama, 27 maggio 1987), è un calciatore ivoriano, attaccante svincolato.

## Caratteristiche tecniche
Gioca prevalentemente da ala sinistra, bravo nello scatto e nel dribbling, con rapidi cambi di direzione. Perfetto per uno stile di gioco basato sul contropiede, data la sua velocità in campo aperto e una discreta freddezza davanti al portiere.

## Carriera

### Club

#### Gli inizi
Inizia a giocare in Costa d'Avorio prima nel ASEC Mimosas. In questa squadra l'allenatore di nazionalità brasiliana gli diede il suo soprannome in portoghese. Nel 2002 passa al Toumodi. Nel 2004 viene acquistato dal KSK Beveren su indicazione di Jean-Marc Guillou, già scopritore di Yaya Touré. Con la squadra belga raccoglie complessivamente 61 presenze e 14 reti.
(Gervinho, in una intervista per il canale YouTube della Roma)

#### Le Mans e Lilla
Al termine della stagione 2006-2007 Gervinho si trasferisce nel campionato francese al Le Mans per 600.000 euro, dove ha giocato al fianco di Romaric, anch'egli centrocampista ivoriano della Nazionale. Ha siglato due gol nella sua stagione d'esordio in Ligue 1, di cui uno contro i rivali del Nancy. Gervinho ha segnato 8 volte in 59 partite in Ligue 1 in due stagioni con i francesi.
Il 21 luglio 2009 passa ai francesi del Lilla per 6,5 milioni di euro con un contratto di tre anni. Gervinho ha segnato 13 volte in 32 partite nella sua stagione d'esordio per il club. Il suo primo gol per il Lille è avvenuto in una vittoria per 3-2 sul Boulogne, il 4 ottobre 2009.

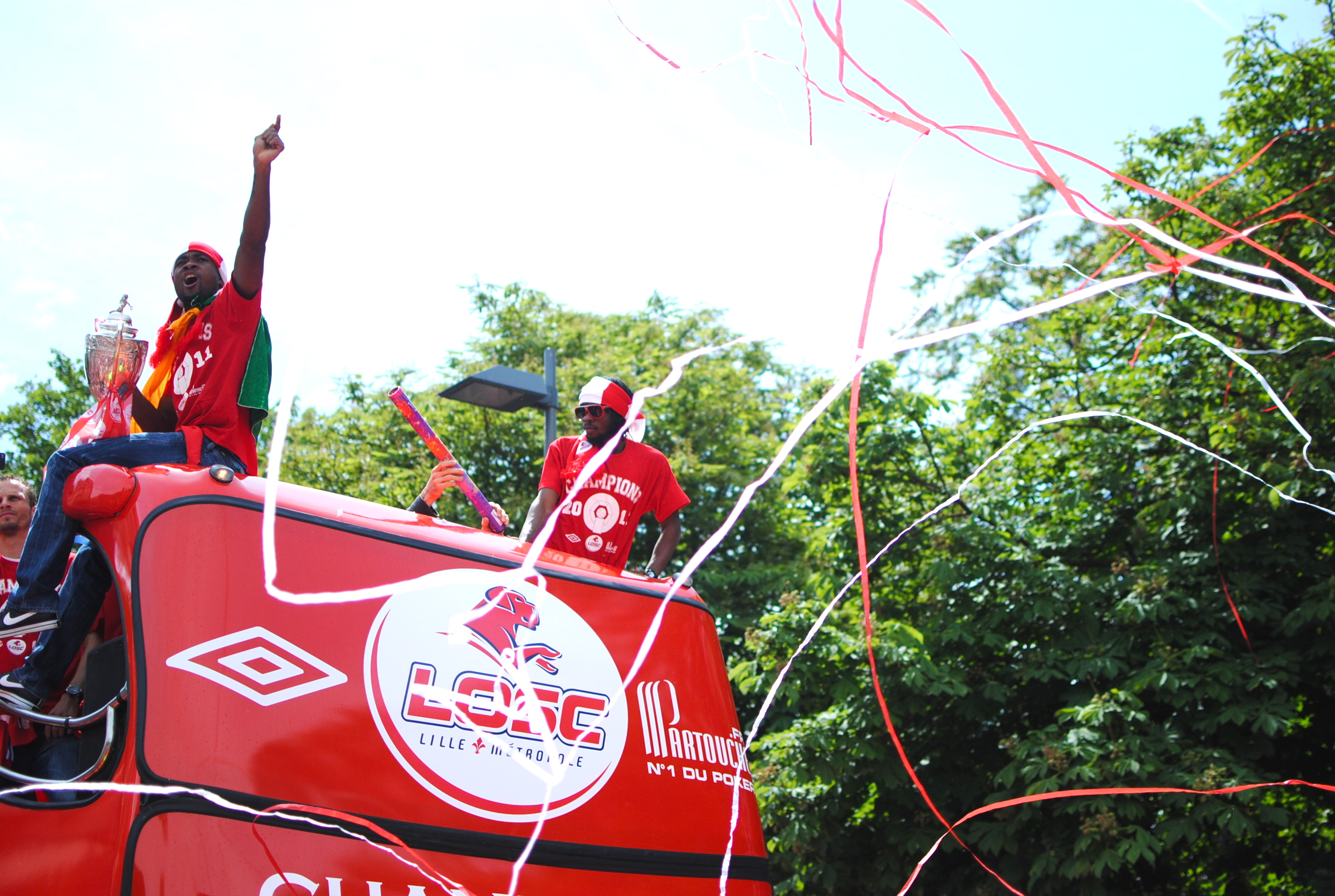
Gervinho durante le celebrazioni per il titolo di Coupe de France del Lilla.

Nella seconda stagione ha segnato 18 gol in tutte le competizioni, di cui 15 in campionato, aiutando il Lille a vincere la prima Ligue 1 nella storia del club. Il suo club è stato incoronato campione anche della Coupe de France, con Gervinho in gol nella vittoria per 2-0 in semifinale sul Nizza il 20 aprile.

#### Arsenal

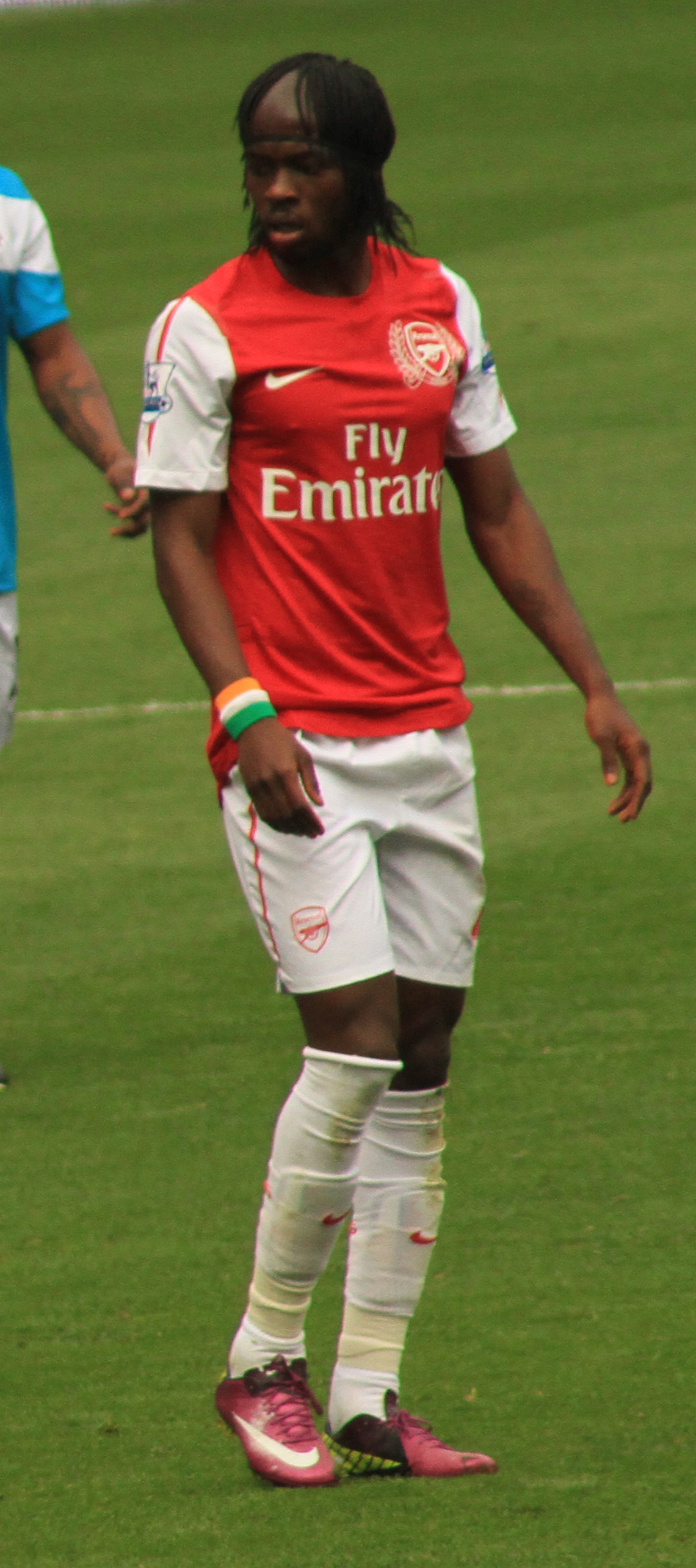
Gervinho con la maglia dei Gunners nel 2011.

Il 12 luglio 2011 è passato dal Lilla all'Arsenal per una cifra che si aggira intorno ai 12 milioni. Al suo esordio in Premier League contro il Newcastle United (finito 0-0), viene espulso per aver schiaffeggiato Joey Barton. Ciò ha portato a una squalifica di tre giornate per comportamento violento. In seguito Alan Pardew, direttore del Newcastle United, ha accusato Gervinho di simulare continuamente nei contrasti con Cheik Tioté. Ha segnato il suo primo gol in campionato nella sconfitta per 4-3 contro il Blackburn. Il 23 ottobre 2011 ha contribuito a tutti e tre i gol segnati nel 3-1 dell'Arsenal sullo Stoke City, segnando prima e mettendo a segno due assist poi per Robin van Persie. In seguito ha segnato contro il Wigan (partita vinta 0-4) e contro il Wolverhampton, partita pareggiata 1-1 all'Emirates Stadium

#### Roma
L'8 agosto 2013 si trasferisce a titolo definitivo alla Roma per 8 milioni di euro. Esordisce in Serie A il 25 agosto 2013, subentrando a Marco Borriello nella sfida vinta dalla Roma per 2-0 sul campo del Livorno. Nella nuova squadra, l’ivoriano mette la sua esperienza in campo internazionale al servizio della squadra: infatti, diviene fin da subito uno dei pilastri della formazione  giallorossa, nel ruolo di ala sinistra nel 4-3-3, dove può sfruttare al meglio la sua velocità. Il 25 settembre, in occasione della 5ª giornata, nella vittoria esterna contro la Sampdoria, realizza la sua prima rete ufficiale con la maglia della Roma, realizzando il goal del definitivo 2-0. Nel turno successivo, il 29 settembre, nella vittoria casalinga per 5-0 contro il Bologna, realizza la prima doppietta in maglia giallorossa. Il 18 ottobre, in occasione della partita in casa contro il Napoli, rimedia un trauma contusivo al quadricipite della coscia sinistra, che lo costringerà a rimanere fermo per un mese.
Rientrato in campo alla fine di novembre, date le assenze di Francesco Totti e di Mattia Destro e il mancato feeling di Marco Borriello con il tecnico transalpino, l’ivoriano vede spostare la sua posizione da ala sinistra a punta centrale: nel nuovo ruolo l’ivoriano, non abituato a reggere il peso dell’attacco sulle sue spalle, non riesce ad esprimersi al meglio, ottenendo 0 goal in 3 partite. Alla metà di dicembre però, visto il ritorno sia di Francesco Totti sia di Mattia Destro, l’ivoriano può tornare nella sua posizione naturale di ala sinistra, ritrovando il goal nell’ultima partita del 2013, quella giocata all’Olimpico contro il Catania, partita che vede i giallorossi trionfare per 4-0, valida per la 17ª giornata. Nel frattempo, il 16 novembre 2013 era stato inserito nella lista dei 25 candidati al titolo di Calciatore africano dell'anno, insieme al compagno di squadra Medhi Benatia. Il 21 gennaio 2014 realizza su assist di Kevin Strootman il gol che decide Roma-Juventus (1-0), valida per i quarti di finale di Coppa Italia. Il 5 febbraio realizza la sua seconda doppietta in Roma-Napoli (3-2), valida per la semifinale d'andata di Coppa Italia, reti rese vane dalla sfida di ritorno, vinta dagli avversari per 3-0. Conclude la sua prima stagione con i giallorossi totalizzando 32 presenze e 12 gol stagionali.

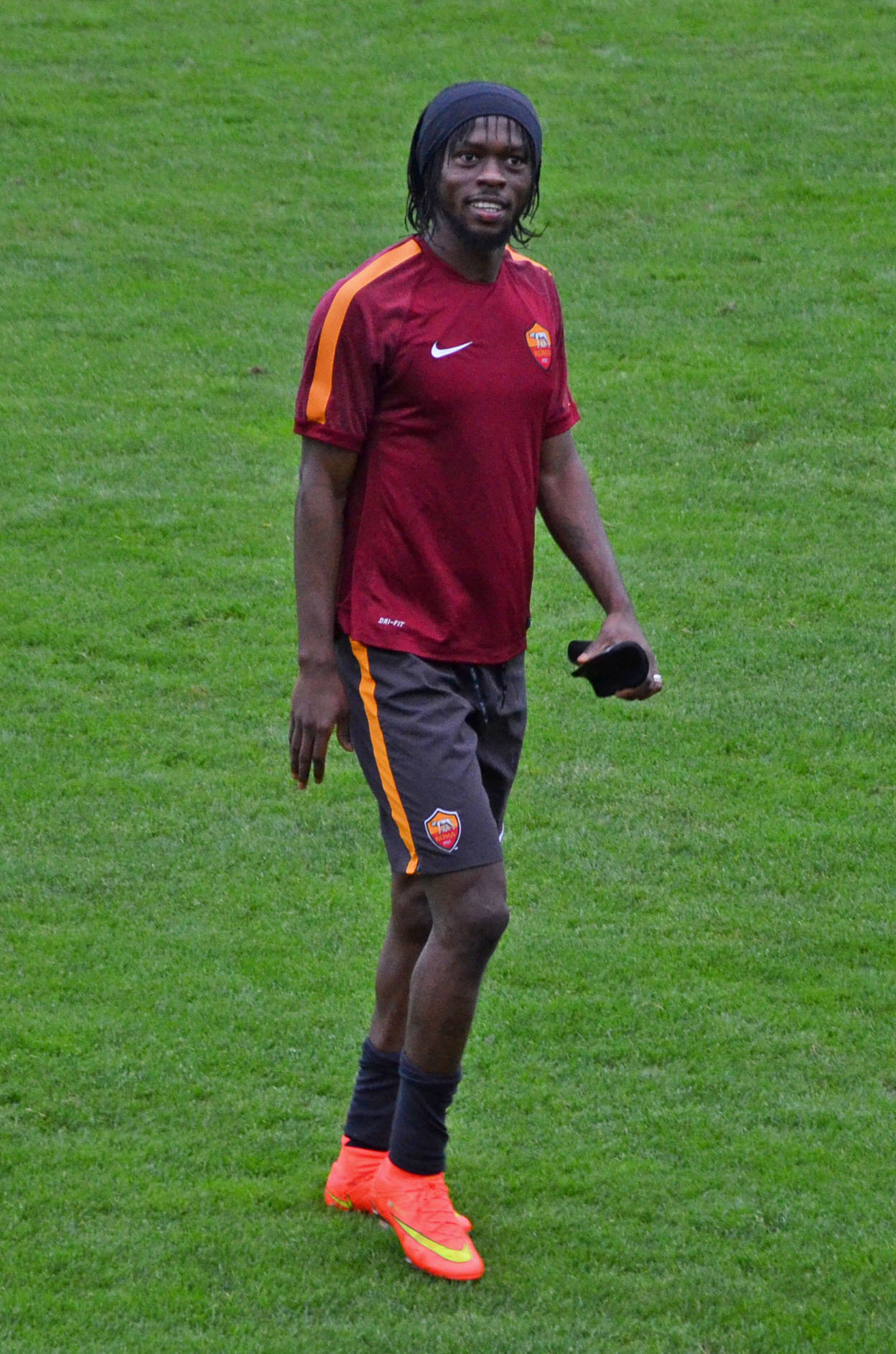
Gervinho con la maglia della Roma nell'estate 2014.

Il 30 agosto segna la prima rete stagionale contro la Fiorentina, partita terminata con il successo dei giallorossi 2-0. Il 15 settembre prolunga il suo contratto fino al 30 giugno 2018. Il 19 settembre segna una doppietta contro i russi del CSKA Mosca durante la prima gara dei gironi di Champions League, partita terminata 5 a 1 per i capitolini. Il 26 febbraio 2015 segna la rete del 2-1 finale contro il Feyenoord, gol che risulterà decisivo il passaggio agli ottavi di Europa League. Conclude una stagione dal rendimento altalenante, totalizzando 34 presenze e 7 reti.
Il debutto stagionale, avviene il 22 agosto 2015 durante la gara contro il Verona, partita terminata 1-1. Il 26 settembre segna la sua prima rete stagionale contro il Carpi, gara vinta dai giallorossi 5-1. Segna una doppietta in occasione del match in trasferta dei giallorossi contro il Palermo, finita poi 2-4. Il 25 ottobre contribuisce con una rete alla vittoria esterna della Roma sul campo della Fiorentina per 2 a 1. Inoltre sigla il 2-0 a favore della Roma nel derby contro la Lazio dell'8 novembre 2015.

#### Hebei China Fortune
Il 26 gennaio 2016, Gervinho è stato ceduto a titolo definitivo al club cinese dell'Hebei CFFC a fronte di un corrispettivo fisso di 18 milioni di euro oltre a un variabile di 1 milione di euro, per bonus legati al raggiungimento da parte del club cinese e del calciatore di determinati obiettivi sportivi. Il giocatore firma un contratto da 8 milioni di euro l'anno. Il 4 marzo 2016 esordisce nella Chinese Super League contro il Guangzhou R&F, realizzando anche la prima rete ufficiale con la maglia del Hebei. Il 29 luglio 2017, nella gara in trasferta persa 3-2 contro lo Shanghai Shenhua, Gervinho mette a segno il suo centesimo gol in carriera con club.

#### Parma
Il 17 agosto 2018 ritorna in Italia, due anni e mezzo dopo l'ultima volta, firmando per il Parma, club neopromosso in Serie A. Esordisce con gli emiliani il 26 agosto 2018, subentrando al compagno di squadra Massimo Gobbi. Il 1º settembre 2018 segna il primo gol stagionale nella partita, poi persa 1-2, contro la Juventus. Il 2 febbraio 2019, sempre contro la Juventus, mette a segno una doppietta, permettendo al Parma di ottenere il pareggio per 3-3 al 93'. Finisce la sua stagione con 30 presenze e 11 gol, arrivando per la prima volta in doppia cifra in Serie A.
Prosegue la sua carriera al Parma, nella stagione 2019-2020. Nonostante l'11 ottobre 2019 avesse rinnovato il suo contratto coi ducali fino al 2022, il 4 febbraio 2020 viene messo fuori rosa dalla società emiliana per via di comportamenti non professionali. Reintegrato il 13 febbraio, due giorni dopo decide la trasferta contro il Sassuolo (0-1).
La stagione 2020-2021 è caratterizzata da risultati negativi, con il Parma retrocesso in Serie B con quattro giornate d'anticipo rispetto al termine del torneo. In questo contesto le prestazioni di Gervinho, anche condizionate da legittime aspettative su un protagonista delle ultime stagioni dei gialloblù, vengono criticate dai media e dall'allenatore D'Aversa. Il 27 maggio, a campionato concluso da alcuni giorni, il Parma rende nota la risoluzione consensuale del contratto con il calciatore. Secondo fonti giornalistiche già nell'aprile 2021, a campionato in corso, l'atleta e la società, consapevoli di un’imminente retrocessione, avrebbero trovato un accordo per la cessione dello stesso al termine della stagione.
Chiude la sua esperienza triennale con i crociati dopo aver collezionato 88 presenze e 25 reti tra Serie A e Coppa Italia.

#### Trabzonspor e Aris Salonicco
Il 27 maggio 2021 si accorda con il Trabzonspor. Nel match contro il Çaykur Rizespor al 12' l'attaccante viene sostituito da Cornelius e trasportato direttamente in ospedale, i successivi esami strumentali confermano la gravità dell'infortunio: rottura del legamento crociato anteriore e uno stop di circa 6-7 mesi.
Conclude così anzitempo l'esperienza con i turchi con sole nove presenze e 2 reti, difatti il 16 luglio 2022 si trasferisce a titolo definitivo all'Arīs Salonicco.
Il 15 ottobre 2022 segna il suo primo gol in campionato nella vittoria casalinga per 2-1 contro lo Ionikos.

### Nazionale
La prima convocazione con la Nazionale ivoriana risale al novembre 2007 per le amichevoli contro Angola e Qatar, e contro quest'ultima avviene il suo debutto in campo al minuto 46º della ripresa con la maglia della Nazionale. Ha partecipato inoltre alla Coppa d'Africa 2008 disputata in Ghana, dove totalizzò 2 presenze, nessuna delle quali da titolare.
Ha poi rappresentato il suo paese ai Giochi olimpici di Pechino: durante il torneo ha segnato una rete nella vittoria contro la Serbia (2-4) e ha indossato la fascia di capitano in tutte le quattro partite.
Nel gennaio 2010 ha partecipato alla Coppa d'Africa giocando in tutto 3 partite e segnando un gol contro il Ghana alla fase a gironi (partita finita 3-1 per gli ivoriani).

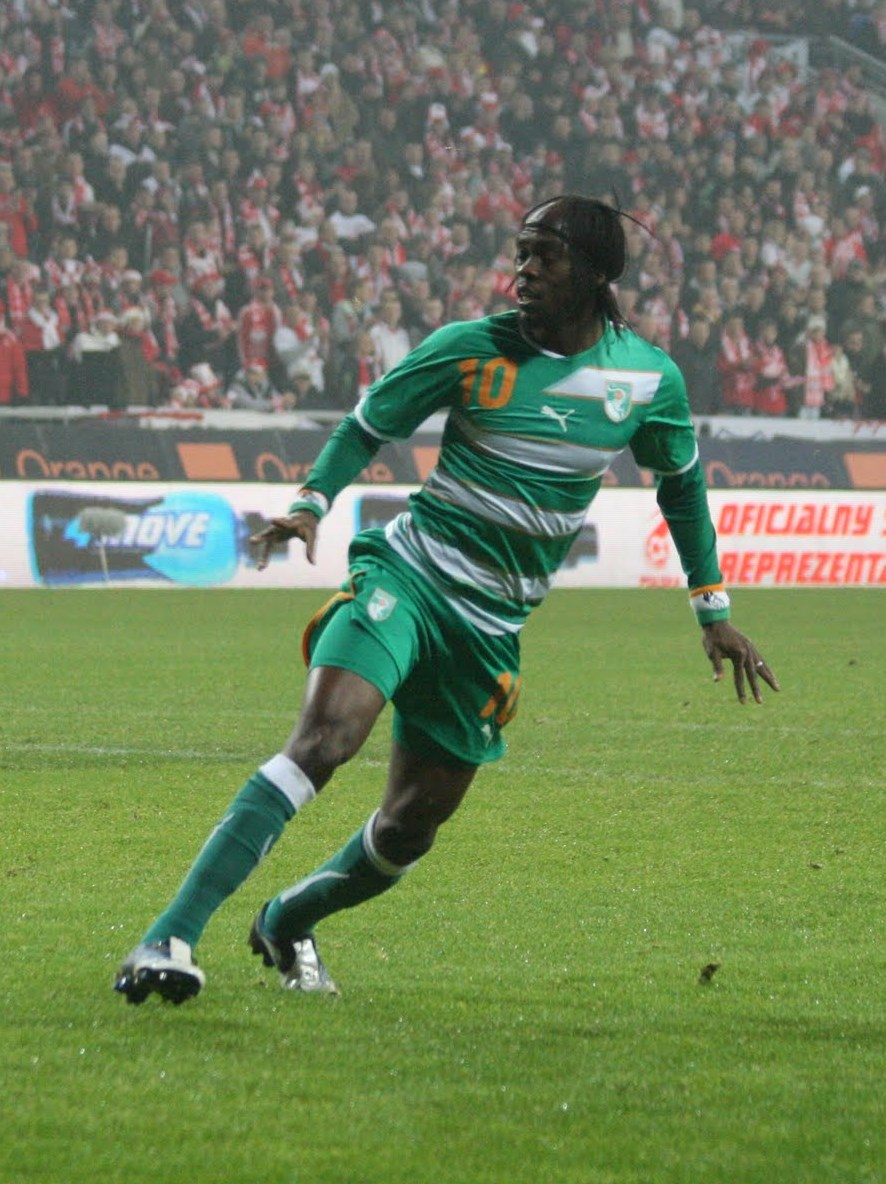
Gervinho con la nazionale ivoriana nel 2010.

Durante le qualificazioni alla Coppa del Mondo 2010, Gervinho sommò 3 presenze, tutte partendo dalla panchina, riuscendo a segnare due reti. Il 15 giugno 2010 ha fatto il suo debutto alla fase finale di un mondiale giocando 82 minuti nella partita d'esordio della Costa d'Avorio contro il Portogallo (0-0 il risultato finale). In Sudafrica Gervinho ha giocato 3 incontri.
Nel 2012 ha partecipato alla Coppa d'Africa arrivando in finale e sbagliando il rigore decisivo che ha decretato la vittoria dello Zambia.
Convocato dall'allenatore Lamouchi per il mondiale brasiliano, Gervinho va a segno sia nella prima partita, vinta 2-1 contro il Giappone, che nella seconda partita, persa 2-1 contro la Colombia.
Viene convocato per prendere parte alla Coppa d'Africa 2015 che si svolge in Guinea Equatoriale. Nella prima gara del girone, viene espulso e squalificato per due turni. L'8 febbraio 2015 diventa campione d'Africa con la sua nazionale battendo in finale il Ghana, dopo i calci di rigore vinti per 9 a 8. Gervinho gioca la gara da titolare, venendo sostituito al 122º del secondo tempo supplementare.
Nel 2018 viene escluso dal giro della Nazionale, per poi tornarci nell'ottobre 2020.

## Statistiche

### Presenze e reti nei club
Statistiche aggiornate al 23 ottobre 2022.
|                            | Squadra                    | Campionato                 | Campionato | Campionato | Coppe nazionali | Coppe nazionali | Coppe nazionali | Coppe continentali | Coppe continentali | Coppe continentali | Altre coppe | Altre coppe | Altre coppe | Totale | Totale |
| Comp                       | Squadra                    | Pres                       | Reti       | Comp       | Pres            | Reti            | Comp            | Pres               | Reti               | Comp               | Pres        | Reti        | Pres        | Reti   |        |
| -------------------------- | -------------------------- | -------------------------- | ---------- | ---------- | --------------- | --------------- | --------------- | ------------------ | ------------------ | ------------------ | ----------- | ----------- | ----------- | ------ | ------ |
| 2005-2006                  | KSK Beveren                | D1                         | 32         | 6          | CB              | 4               | 2               | -                  | -                  | -                  | -           | -           | -           | 36     | 8      |
| 2006-2007                  | KSK Beveren                | D1                         | 29         | 8          | CB              | 1               | 0               | -                  | -                  | -                  | -           | -           | -           | 30     | 8      |
| Totale Beveren             | Totale Beveren             | Totale Beveren             | 61         | 14         |                 | 5               | 2               |                    | -                  | -                  |             | -           | -           | 66     | 16     |
| 2007-2008                  | Le Mans                    | L1                         | 26         | 2          | CF+CdL          | 1+3             | 1+3             | -                  | -                  | -                  | -           | -           | -           | 30     | 6      |
| 2008-2009                  | Le Mans                    | L1                         | 33         | 7          | CF+CdL          | 3+1             | 0+1             | -                  | -                  | -                  | -           | -           | -           | 37     | 8      |
| Totale Le Mans             | Totale Le Mans             | Totale Le Mans             | 59         | 9          |                 | 8               | 5               |                    | -                  | -                  |             | -           | -           | 67     | 14     |
| 2009-2010                  | Lilla                      | L1                         | 32         | 13         | CF+CdL          | 0               | 0               | UEL                | 11                 | 5                  | -           | -           | -           | 43     | 18     |
| 2010-2011                  | Lilla                      | L1                         | 35         | 15         | CF+CdL          | 6+2             | 2+1             | UEL                | 7                  | 0                  | -           | -           | -           | 50     | 18     |
| Totale Lilla               | Totale Lilla               | Totale Lilla               | 67         | 28         |                 | 8               | 3               |                    | 18                 | 5                  |             | -           | -           | 93     | 36     |
| 2011-2012                  | Arsenal                    | PL                         | 28         | 4          | FACup+CdL       | 1+1             | 0               | UCL                | 7                  | 0                  | -           | -           | -           | 37     | 4      |
| 2012-2013                  | Arsenal                    | PL                         | 18         | 5          | FACup+CdL       | 1+1             | 0               | UCL                | 6                  | 2                  | -           | -           | -           | 26     | 7      |
| Totale Arsenal             | Totale Arsenal             | Totale Arsenal             | 46         | 9          |                 | 4               | 0               |                    | 13                 | 2                  |             | -           | -           | 63     | 11     |
| 2013-2014                  | Roma                       | A                          | 33         | 9          | CI              | 4               | 3               | -                  | -                  | -                  | -           | -           | -           | 37     | 12     |
| 2014-2015                  | Roma                       | A                          | 24         | 2          | CI              | 0               | 0               | UCL+UEL            | 6+4                | 3+2                | -           | -           | -           | 34     | 7      |
| 2015-gen. 2016             | Roma                       | A                          | 14         | 6          | CI              | 0               | 0               | UCL                | 3                  | 1                  | -           | -           | -           | 17     | 7      |
| Totale Roma                | Totale Roma                | Totale Roma                | 71         | 17         |                 | 4               | 3               |                    | 13                 | 6                  |             | -           | -           | 88     | 26     |
| 2016                       | Hebei CFFC                 | CSL                        | 18         | 3          | CC              | 0               | 0               | -                  | -                  | -                  | -           | -           | -           | 18     | 3      |
| 2017                       | Hebei CFFC                 | CSL                        | 4          | 1          | CC              | 0               | 0               | -                  | -                  | -                  | -           | -           | -           | 4      | 1      |
| 2018                       | Hebei CFFC                 | CSL                        | 7          | 0          | CC              | 0               | 0               | -                  | -                  | -                  | -           | -           | -           | 7      | 0      |
| Totale Hebei China Fortune | Totale Hebei China Fortune | Totale Hebei China Fortune | 29         | 4          |                 | 0               | 0               |                    | -                  | -                  |             | -           | -           | 29     | 4      |
| 2018-2019                  | Parma                      | A                          | 30         | 11         | CI              | 0               | 0               | -                  | -                  | -                  | -           | -           | -           | 30     | 11     |
| 2019-2020                  | Parma                      | A                          | 31         | 7          | CI              | 1               | 2               | -                  | -                  | -                  | -           | -           | -           | 32     | 9      |
| 2020-2021                  | Parma                      | A                          | 27         | 5          | CI              | 0               | 0               | -                  | -                  | -                  | -           | -           | -           | 27     | 5      |
| Totale Parma               | Totale Parma               | Totale Parma               | 88         | 23         |                 | 1               | 2               |                    | -                  | -                  |             | -           | -           | 89     | 25     |
| 2021-2022                  | Trabzonspor                | SL                         | 9          | 2          | CT              | 0               | 0               | UECL               | 4                  | 0                  | -           | -           | -           | 13     | 2      |
| 2022-2023                  | Arīs Salonicco             | SLE                        | 8          | 1          | CG              | 0               | 0               | UECL               | 0                  | 0                  | -           | -           | -           | 8      | 1      |
| Totale carriera            | Totale carriera            | Totale carriera            | 434        | 107        |                 | 30              | 15              |                    | 48                 | 13                 |             | -           | -           | 512    | 135    |

### Cronologia presenze e reti in nazionale
| Cronologia completa delle presenze e delle reti in nazionale ― Costa d'Avorio | Cronologia completa delle presenze e delle reti in nazionale ― Costa d'Avorio | Cronologia completa delle presenze e delle reti in nazionale ― Costa d'Avorio | Cronologia completa delle presenze e delle reti in nazionale ― Costa d'Avorio | Cronologia completa delle presenze e delle reti in nazionale ― Costa d'Avorio | Cronologia completa delle presenze e delle reti in nazionale ― Costa d'Avorio | Cronologia completa delle presenze e delle reti in nazionale ― Costa d'Avorio | Cronologia completa delle presenze e delle reti in nazionale ― Costa d'Avorio |
| Data                                                                          | Città                                                                         | In casa                                                                       | Risultato                                                                     | Ospiti                                                                        | Competizione                                                                  | Reti                                                                          | Note                                                                          |
| ----------------------------------------------------------------------------- | ----------------------------------------------------------------------------- | ----------------------------------------------------------------------------- | ----------------------------------------------------------------------------- | ----------------------------------------------------------------------------- | ----------------------------------------------------------------------------- | ----------------------------------------------------------------------------- | ----------------------------------------------------------------------------- |
| 21-11-2007                                                                    | Doha                                                                          | Qatar                                                                         | 1 – 6                                                                         | Costa d'Avorio                                                                | Amichevole                                                                    | -                                                                             | 46’                                                                           |
| 12-1-2008                                                                     | Kuwait City                                                                   | Kuwait                                                                        | 0 – 2                                                                         | Costa d'Avorio                                                                | Amichevole                                                                    | -                                                                             | 46’                                                                           |
| 25-1-2008                                                                     | Sekondi-Takoradi                                                              | Costa d'Avorio                                                                | 4 – 1                                                                         | Benin                                                                         | Coppa d'Africa 2008 - 1º turno                                                | -                                                                             | 79’ 88’                                                                       |
| 9-2-2008                                                                      | Kumasi                                                                        | Ghana                                                                         | 4 – 2                                                                         | Costa d'Avorio                                                                | Coppa d'Africa 2008 - Finale 3º posto                                         | -                                                                             | 73’                                                                           |
| 13-6-2009                                                                     | Abidjan                                                                       | Costa d'Avorio                                                                | 2 – 1                                                                         | Camerun                                                                       | Amichevole                                                                    | -                                                                             | 48’                                                                           |
| 12-8-2009                                                                     | Susa                                                                          | Tunisia                                                                       | 0 – 0                                                                         | Costa d'Avorio                                                                | Amichevole                                                                    | -                                                                             | 46’                                                                           |
| 5-9-2009                                                                      | Abidjan                                                                       | Costa d'Avorio                                                                | 5 – 0                                                                         | Burkina Faso                                                                  | Qual. Mondiali 2010                                                           | -                                                                             | 88’                                                                           |
| 10-10-2009                                                                    | Blantyre                                                                      | Malawi                                                                        | 1 – 1                                                                         | Costa d'Avorio                                                                | Qual. Mondiali 2010                                                           | -                                                                             | 69’                                                                           |
| 14-11-2009                                                                    | Abidjan                                                                       | Costa d'Avorio                                                                | 3 – 0                                                                         | Guinea                                                                        | Qual. Mondiali 2010                                                           | 2                                                                             |                                                                               |
| 18-11-2009                                                                    | Gelsenkirchen                                                                 | Germania                                                                      | 2 – 2                                                                         | Costa d'Avorio                                                                | Amichevole                                                                    | -                                                                             | 67’                                                                           |
| 4-1-2010                                                                      | Dar es Salaam                                                                 | Tanzania                                                                      | 0 – 1                                                                         | Costa d'Avorio                                                                | Amichevole                                                                    | -                                                                             | 46’                                                                           |
| 7-1-2010                                                                      | Dar es Salaam                                                                 | Costa d'Avorio                                                                | 2 – 0                                                                         | Ruanda                                                                        | Amichevole                                                                    | -                                                                             | 46’                                                                           |
| 11-1-2010                                                                     | Cabinda                                                                       | Costa d'Avorio                                                                | 0 – 0                                                                         | Burkina Faso                                                                  | Coppa d'Africa 2010 - 1º turno                                                | -                                                                             | 73’                                                                           |
| 15-1-2010                                                                     | Cabinda                                                                       | Costa d'Avorio                                                                | 3 – 1                                                                         | Ghana                                                                         | Coppa d'Africa 2010 - 1º turno                                                | 1                                                                             | 60’                                                                           |
| 24-1-2010                                                                     | Cabinda                                                                       | Costa d'Avorio                                                                | 2 – 3 dts                                                                     | Algeria                                                                       | Coppa d'Africa 2010 - Quarti di finale                                        | -                                                                             |                                                                               |
| 30-5-2010                                                                     | Asunción                                                                      | Paraguay                                                                      | 2 – 2                                                                         | Costa d'Avorio                                                                | Amichevole                                                                    | -                                                                             | 46’                                                                           |
| 4-6-2010                                                                      | Sion                                                                          | Costa d'Avorio                                                                | 2 – 0                                                                         | Giappone                                                                      | Amichevole                                                                    | -                                                                             | 73’                                                                           |
| 15-6-2010                                                                     | Port Elizabeth                                                                | Costa d'Avorio                                                                | 0 – 0                                                                         | Portogallo                                                                    | Mondiali 2010 - 1º turno                                                      | -                                                                             | 82’                                                                           |
| 20-6-2010                                                                     | Johannesburg                                                                  | Brasile                                                                       | 3 – 1                                                                         | Costa d'Avorio                                                                | Mondiali 2010 - 1º turno                                                      | -                                                                             | 54’                                                                           |
| 25-6-2010                                                                     | Nelspruit                                                                     | Corea del Nord                                                                | 0 – 3                                                                         | Costa d'Avorio                                                                | Mondiali 2010 - 1º turno                                                      | -                                                                             | 64’                                                                           |
| 10-8-2010                                                                     | Londra                                                                        | Costa d'Avorio                                                                | 1 – 0                                                                         | Italia                                                                        | Amichevole                                                                    | -                                                                             | 90+2’                                                                         |
| 4-9-2010                                                                      | Abidjan                                                                       | Costa d'Avorio                                                                | 3 – 0                                                                         | Ruanda                                                                        | Qual. Coppa d'Africa 2012                                                     | -                                                                             |                                                                               |
| 9-10-2010                                                                     | Bujumbura                                                                     | Burundi                                                                       | 0 – 1                                                                         | Costa d'Avorio                                                                | Qual. Coppa d'Africa 2012                                                     | -                                                                             | 80’                                                                           |
| 17-11-2010                                                                    | Poznań                                                                        | Polonia                                                                       | 3 – 1                                                                         | Costa d'Avorio                                                                | Amichevole                                                                    | 1                                                                             |                                                                               |
| 8-2-2011                                                                      | Abidjan                                                                       | Costa d'Avorio                                                                | 1 – 0                                                                         | Mali                                                                          | Amichevole                                                                    | -                                                                             | 78’                                                                           |
| 27-3-2011                                                                     | Accra                                                                         | Costa d'Avorio                                                                | 2 – 1                                                                         | Benin                                                                         | Qual. Coppa d'Africa 2012                                                     | -                                                                             |                                                                               |
| 5-6-2011                                                                      | Cotonou                                                                       | Benin                                                                         | 2 – 6                                                                         | Costa d'Avorio                                                                | Qual. Coppa d'Africa 2012                                                     | 2                                                                             |                                                                               |
| 10-8-2011                                                                     | Lancy                                                                         | Costa d'Avorio                                                                | 4 – 3                                                                         | Israele                                                                       | Amichevole                                                                    | -                                                                             | 89’                                                                           |
| 3-9-2011                                                                      | Kigali                                                                        | Ruanda                                                                        | 0 – 5                                                                         | Costa d'Avorio                                                                | Qual. Coppa d'Africa 2012                                                     | 1                                                                             |                                                                               |
| 9-10-2011                                                                     | Abidjan                                                                       | Costa d'Avorio                                                                | 2 – 1                                                                         | Burundi                                                                       | Qual. Coppa d'Africa 2012                                                     | -                                                                             |                                                                               |
| 12-11-2011                                                                    | Port Elizabeth                                                                | Sudafrica                                                                     | 1 – 1                                                                         | Costa d'Avorio                                                                | Amichevole                                                                    | -                                                                             |                                                                               |
| 16-1-2012                                                                     | Abu Dhabi                                                                     | Costa d'Avorio                                                                | 1 – 1                                                                         | Libia                                                                         | Amichevole                                                                    | -                                                                             |                                                                               |
| 22-1-2012                                                                     | Malabo                                                                        | Costa d'Avorio                                                                | 1 – 0                                                                         | Sudan                                                                         | Coppa d'Africa 2012 - 1º turno                                                | -                                                                             | 89’                                                                           |
| 26-1-2012                                                                     | Malabo                                                                        | Costa d'Avorio                                                                | 2 – 0                                                                         | Burkina Faso                                                                  | Coppa d'Africa 2012 - 1º turno                                                | -                                                                             |                                                                               |
| 4-2-2012                                                                      | Malabo                                                                        | Costa d'Avorio                                                                | 3 – 0                                                                         | Guinea Equatoriale                                                            | Coppa d'Africa 2012 - Quarti di finale                                        | -                                                                             |                                                                               |
| 8-2-2012                                                                      | Libreville                                                                    | Costa d'Avorio                                                                | 1 – 0                                                                         | Mali                                                                          | Coppa d'Africa 2012 - Semifinale                                              | 1                                                                             |                                                                               |
| 12-2-2012                                                                     | Libreville                                                                    | Zambia                                                                        | 0 – 0 dts (8 - 7 dtr)                                                         | Costa d'Avorio                                                                | Coppa d'Africa 2012 - Finale                                                  | -                                                                             |                                                                               |
| 29-2-2012                                                                     | Abidjan                                                                       | Costa d'Avorio                                                                | 0 – 0                                                                         | Guinea                                                                        | Amichevole                                                                    | -                                                                             | 90+1’                                                                         |
| 2-6-2012                                                                      | Abidjan                                                                       | Costa d'Avorio                                                                | 2 – 0                                                                         | Tanzania                                                                      | Qual. Mondiali 2014                                                           | -                                                                             | 65’                                                                           |
| 9-6-2012                                                                      | Marrakech                                                                     | Marocco                                                                       | 2 – 2                                                                         | Costa d'Avorio                                                                | Qual. Mondiali 2014                                                           | -                                                                             | 51’ 61’                                                                       |
| 8-9-2012                                                                      | Abidjan                                                                       | Costa d'Avorio                                                                | 4 – 2                                                                         | Senegal                                                                       | Qual. Coppa d'Africa 2013                                                     | 1                                                                             |                                                                               |
| 13-10-2012                                                                    | Dakar                                                                         | Senegal                                                                       | 0 – 2                                                                         | Costa d'Avorio                                                                | Qual. Coppa d'Africa 2013                                                     | -                                                                             |                                                                               |
| 14-1-2013                                                                     | Abu Dhabi                                                                     | Costa d'Avorio                                                                | 4 – 2                                                                         | Egitto                                                                        | Amichevole                                                                    | 2                                                                             |                                                                               |
| 22-1-2013                                                                     | Rustenburg                                                                    | Costa d'Avorio                                                                | 2 – 1                                                                         | Togo                                                                          | Coppa d'Africa 2013 - 1º turno                                                | 1                                                                             |                                                                               |
| 26-1-2013                                                                     | Rustenburg                                                                    | Costa d'Avorio                                                                | 3 – 0                                                                         | Tunisia                                                                       | Coppa d'Africa 2013 - 1º turno                                                | 1                                                                             |                                                                               |
| 3-2-2013                                                                      | Rustenburg                                                                    | Costa d'Avorio                                                                | 1 – 2                                                                         | Nigeria                                                                       | Coppa d'Africa 2013 - Quarti di finale                                        | -                                                                             |                                                                               |
| 23-3-2013                                                                     | Abidjan                                                                       | Costa d'Avorio                                                                | 3 – 0                                                                         | Gambia                                                                        | Qual. Mondiali 2014                                                           | -                                                                             | 70’                                                                           |
| 16-6-2013                                                                     | Dar-es-Salaam                                                                 | Tanzania                                                                      | 2 – 4                                                                         | Costa d'Avorio                                                                | Qual. Mondiali 2014                                                           | -                                                                             |                                                                               |
| 14-8-2013                                                                     | East Rutherford                                                               | Messico                                                                       | 4 – 1                                                                         | Costa d'Avorio                                                                | Amichevole                                                                    | -                                                                             | 72’                                                                           |
| 7-9-2013                                                                      | Abidjan                                                                       | Costa d'Avorio                                                                | 1 – 1                                                                         | Marocco                                                                       | Qual. Mondiali 2014                                                           | -                                                                             |                                                                               |
| 12-10-2013                                                                    | Abidjan                                                                       | Costa d'Avorio                                                                | 3 – 1                                                                         | Senegal                                                                       | Qual. Mondiali 2014                                                           | -                                                                             | 89’                                                                           |
| 16-11-2013                                                                    | Casablanca                                                                    | Senegal                                                                       | 1 – 1                                                                         | Costa d'Avorio                                                                | Qual. Mondiali 2014                                                           | -                                                                             | 62’ 80’                                                                       |
| 5-3-2014                                                                      | Bruxelles                                                                     | Belgio                                                                        | 2 – 2                                                                         | Costa d'Avorio                                                                | Amichevole                                                                    | -                                                                             | 11’ 64’                                                                       |
| 4-6-2014                                                                      | Frisco                                                                        | El Salvador                                                                   | 1 – 2                                                                         | Costa d'Avorio                                                                | Amichevole                                                                    | 1                                                                             |                                                                               |
| 14-6-2014                                                                     | Recife                                                                        | Costa d'Avorio                                                                | 2 – 1                                                                         | Giappone                                                                      | Mondiali 2014 - 1º turno                                                      | 1                                                                             |                                                                               |
| 19-6-2014                                                                     | Brasilia                                                                      | Colombia                                                                      | 2 – 1                                                                         | Costa d'Avorio                                                                | Mondiali 2014 - 1º turno                                                      | 1                                                                             |                                                                               |
| 24-6-2014                                                                     | Fortaleza                                                                     | Grecia                                                                        | 2 – 1                                                                         | Costa d'Avorio                                                                | Mondiali 2014 - 1º turno                                                      | -                                                                             | 84’                                                                           |
| 6-9-2014                                                                      | Abidjan                                                                       | Costa d'Avorio                                                                | 2 – 1                                                                         | Sierra Leone                                                                  | Qual. Coppa d'Africa 2015                                                     | 1                                                                             |                                                                               |
| 10-9-2014                                                                     | Yaoundé                                                                       | Camerun                                                                       | 4 – 1                                                                         | Costa d'Avorio                                                                | Qual. Coppa d'Africa 2015                                                     | -                                                                             |                                                                               |
| 11-10-2014                                                                    | Kinshasa                                                                      | RD del Congo                                                                  | 1 – 2                                                                         | Costa d'Avorio                                                                | Qual. Coppa d'Africa 2015                                                     | -                                                                             |                                                                               |
| 15-10-2014                                                                    | Abidjan                                                                       | Costa d'Avorio                                                                | 3 – 4                                                                         | RD del Congo                                                                  | Qual. Coppa d'Africa 2015                                                     | -                                                                             |                                                                               |
| 14-11-2014                                                                    | Freetown                                                                      | Sierra Leone                                                                  | 1 – 5                                                                         | Costa d'Avorio                                                                | Qual. Coppa d'Africa 2015                                                     | 1                                                                             |                                                                               |
| 18-11-2014                                                                    | Abidjan                                                                       | Costa d'Avorio                                                                | 0 – 0                                                                         | Camerun                                                                       | Qual. Coppa d'Africa 2015                                                     | -                                                                             |                                                                               |
| 11-1-2015                                                                     | Abu Dhabi                                                                     | Costa d'Avorio                                                                | 1 – 0                                                                         | Nigeria                                                                       | Amichevole                                                                    | -                                                                             |                                                                               |
| 15-1-2015                                                                     | Abu Dhabi                                                                     | Costa d'Avorio                                                                | 0 – 2                                                                         | Svezia                                                                        | Amichevole                                                                    | -                                                                             |                                                                               |
| 20-1-2015                                                                     | Malabo                                                                        | Costa d'Avorio                                                                | 1 – 1                                                                         | Guinea                                                                        | Coppa d'Africa 2015 - 1º turno                                                | -                                                                             | 58’                                                                           |
| 1-2-2015                                                                      | Malabo                                                                        | Costa d'Avorio                                                                | 3 – 1                                                                         | Algeria                                                                       | Coppa d'Africa 2015 - Quarti di finale                                        | 1                                                                             |                                                                               |
| 4-2-2015                                                                      | Bata                                                                          | Costa d'Avorio                                                                | 3 – 1                                                                         | RD del Congo                                                                  | Coppa d'Africa 2015 - Semifinale                                              | 1                                                                             |                                                                               |
| 8-2-2015                                                                      | Bata                                                                          | Costa d'Avorio                                                                | 0 – 0 dts (9 - 8 dtr)                                                         | Ghana                                                                         | Coppa d'Africa 2015 - Finale                                                  | -                                                                             | 120+2’ Titolo africano                                                        |
| 26-3-2015                                                                     | Abidjan                                                                       | Costa d'Avorio                                                                | 2 – 0                                                                         | Angola                                                                        | Amichevole                                                                    | -                                                                             | 74’                                                                           |
| 29-3-2015                                                                     | Abidjan                                                                       | Costa d'Avorio                                                                | 1 – 1                                                                         | Guinea Equatoriale                                                            | Amichevole                                                                    | -                                                                             | 39’                                                                           |
| 6-9-2015                                                                      | Port Harcourt                                                                 | Sierra Leone                                                                  | 0 – 0                                                                         | Costa d'Avorio                                                                | Qual. Coppa d'Africa 2017                                                     | -                                                                             | cap.                                                                          |
| 9-10-2015                                                                     | Agadir                                                                        | Marocco                                                                       | 0 – 1                                                                         | Costa d'Avorio                                                                | Amichevole                                                                    | -                                                                             |                                                                               |
| 13-11-2015                                                                    | Monrovia                                                                      | Liberia                                                                       | 0 – 1                                                                         | Costa d'Avorio                                                                | Qual. Mondiali 2018                                                           | -                                                                             | 72’                                                                           |
| 17-11-2015                                                                    | Abidjan                                                                       | Costa d'Avorio                                                                | 3 – 0                                                                         | Liberia                                                                       | Qual. Mondiali 2018                                                           | -                                                                             | 72’                                                                           |
| 25-3-2016                                                                     | Abidjan                                                                       | Costa d'Avorio                                                                | 1 – 0                                                                         | Sudan                                                                         | Qual. Coppa d'Africa 2017                                                     | 1                                                                             | cap.                                                                          |
| 29-3-2016                                                                     | Omdurman                                                                      | Sudan                                                                         | 1 – 1                                                                         | Costa d'Avorio                                                                | Qual. Coppa d'Africa 2017                                                     | -                                                                             | cap.                                                                          |
| 4-6-2016                                                                      | Bouaké                                                                        | Costa d'Avorio                                                                | 2 – 1                                                                         | Gabon                                                                         | Amichevole                                                                    | -                                                                             | cap.                                                                          |
| 3-9-2016                                                                      | Bouaké                                                                        | Costa d'Avorio                                                                | 1 – 1                                                                         | Sierra Leone                                                                  | Qual. Coppa d'Africa 2017                                                     | -                                                                             | cap.                                                                          |
| 8-10-2016                                                                     | Bouaké                                                                        | Costa d'Avorio                                                                | 3 – 1                                                                         | Mali                                                                          | Qual. Mondiali 2018                                                           | 1                                                                             | cap. 83’                                                                      |
| 4-6-2017                                                                      | Rotterdam                                                                     | Paesi Bassi                                                                   | 5 – 0                                                                         | Costa d'Avorio                                                                | Amichevole                                                                    | -                                                                             | 66’                                                                           |
| 2-9-2017                                                                      | Libreville                                                                    | Gabon                                                                         | 0 – 3                                                                         | Costa d'Avorio                                                                | Qual. Mondiali 2018                                                           | -                                                                             | cap.                                                                          |
| 5-9-2017                                                                      | Bouaké                                                                        | Costa d'Avorio                                                                | 1 – 2                                                                         | Gabon                                                                         | Qual. Mondiali 2018                                                           | -                                                                             | cap.                                                                          |
| 11-11-2017                                                                    | Abidjan                                                                       | Costa d'Avorio                                                                | 0 – 2                                                                         | Marocco                                                                       | Qual. Mondiali 2018                                                           | -                                                                             | cap. 76’                                                                      |
| 13-10-2020                                                                    | Utrecht                                                                       | Giappone                                                                      | 1 – 0                                                                         | Costa d'Avorio                                                                | Amichevole                                                                    | -                                                                             | 81’                                                                           |
| 12-11-2020                                                                    | Abidjan                                                                       | Costa d'Avorio                                                                | 2 – 1                                                                         | Madagascar                                                                    | Qual. Coppa d'Africa 2021                                                     | 1                                                                             | 68’                                                                           |
| 8-10-2021                                                                     | Johannesburg                                                                  | Malawi                                                                        | 0 – 3                                                                         | Costa d'Avorio                                                                | Qual. Mondiali 2022                                                           | -                                                                             | 71’                                                                           |
| 11-10-2021                                                                    | Cotonou                                                                       | Costa d'Avorio                                                                | 2 – 1                                                                         | Malawi                                                                        | Qual. Mondiali 2022                                                           | -                                                                             | 74’                                                                           |
| Totale                                                                        |                                                                               | Presenze (10º posto)                                                          | 88                                                                            |                                                                               | Reti (5º posto)                                                               | 23                                                                            |                                                                               |

| Cronologia completa delle presenze e delle reti in nazionale ― Costa d'Avorio olimpica | Cronologia completa delle presenze e delle reti in nazionale ― Costa d'Avorio olimpica | Cronologia completa delle presenze e delle reti in nazionale ― Costa d'Avorio olimpica | Cronologia completa delle presenze e delle reti in nazionale ― Costa d'Avorio olimpica | Cronologia completa delle presenze e delle reti in nazionale ― Costa d'Avorio olimpica | Cronologia completa delle presenze e delle reti in nazionale ― Costa d'Avorio olimpica | Cronologia completa delle presenze e delle reti in nazionale ― Costa d'Avorio olimpica | Cronologia completa delle presenze e delle reti in nazionale ― Costa d'Avorio olimpica |
| Data                                                                                   | Città                                                                                  | In casa                                                                                | Risultato                                                                              | Ospiti                                                                                 | Competizione                                                                           | Reti                                                                                   | Note                                                                                   |
| -------------------------------------------------------------------------------------- | -------------------------------------------------------------------------------------- | -------------------------------------------------------------------------------------- | -------------------------------------------------------------------------------------- | -------------------------------------------------------------------------------------- | -------------------------------------------------------------------------------------- | -------------------------------------------------------------------------------------- | -------------------------------------------------------------------------------------- |
| 7-8-2008                                                                               | Shanghai                                                                               | Costa d'Avorio olimpica                                                                | 1 – 2                                                                                  | Argentina olimpica                                                                     | Olimpiadi 2008 - 1º turno                                                              | -                                                                                      |                                                                                        |
| 10-8-2008                                                                              | Shanghai                                                                               | Serbia olimpica                                                                        | 2 – 4                                                                                  | Costa d'Avorio olimpica                                                                | Olimpiadi 2008 - 1º turno                                                              | 1                                                                                      |                                                                                        |
| 13-8-2008                                                                              | Tianjin                                                                                | Costa d'Avorio olimpica                                                                | 1 – 0                                                                                  | Australia olimpica                                                                     | Olimpiadi 2008 - 1º turno                                                              | -                                                                                      |                                                                                        |
| 16-8-2008                                                                              | Qinhuangdao                                                                            | Nigeria olimpica                                                                       | 2 – 0                                                                                  | Costa d'Avorio olimpica                                                                | Olimpiadi 2008 - Quarti di Finale                                                      | -                                                                                      |                                                                                        |
| Totale                                                                                 |                                                                                        | Presenze                                                                               | 4                                                                                      |                                                                                        | Reti                                                                                   | 1                                                                                      |                                                                                        |

## Palmarès

### Club
- Campionato francese: 1

Lilla: 2010-2011
- Coppa di Francia: 1

Lilla: 2010-2011
- Campionato turco: 1

Trabzonspor: 2021-2022

### Nazionale
- Coppa d'Africa: 1

Guinea Equatoriale 2015

### Individuale
- Inserito nella squadra dell'anno della Ligue 1: 1

2010-2011
- Capocannoniere della Coppa Italia: 1

2013-2014 (3 gol, a pari merito con Lorenzo Insigne, José María Callejón, Osarimen Ebagua, Felice Evacuo, Giuseppe De Luca e Marco Sansovini)